# Municipio de Yaxkukul

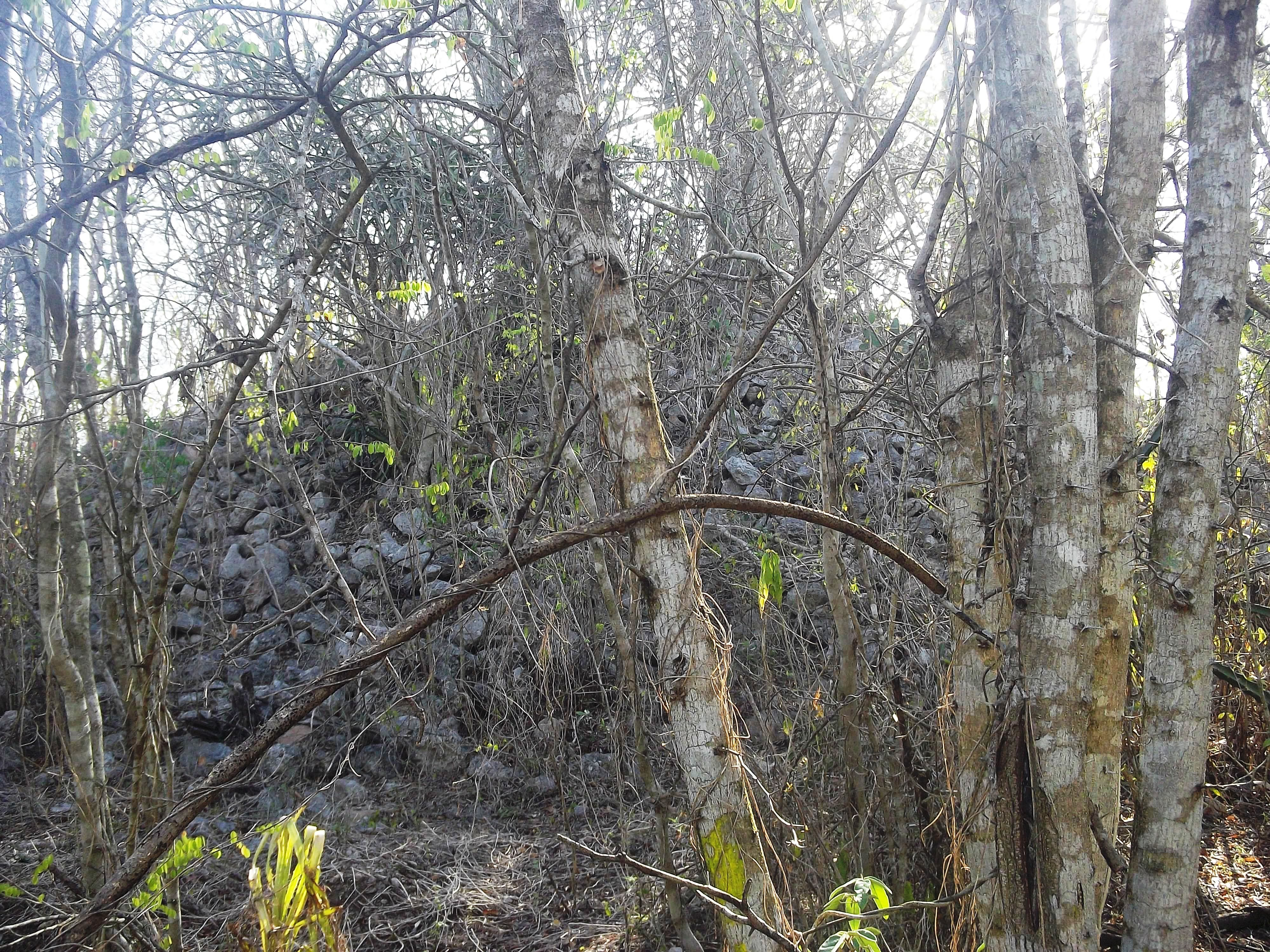
Sitio arqueológico de Calotmul al surponiente Yaxkukul, Yucatán.

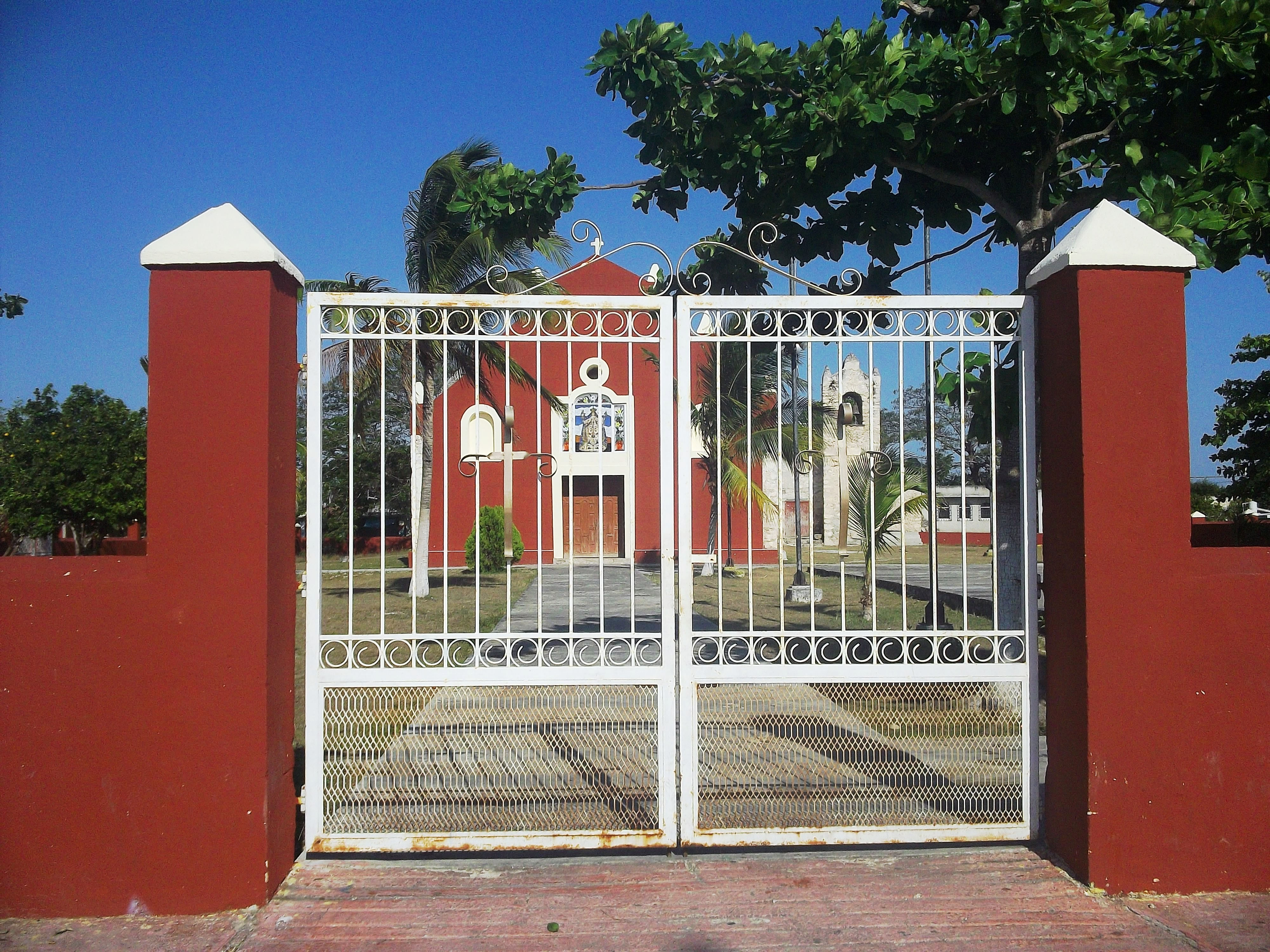
Iglesia de Yaxkukul, Yucatán.

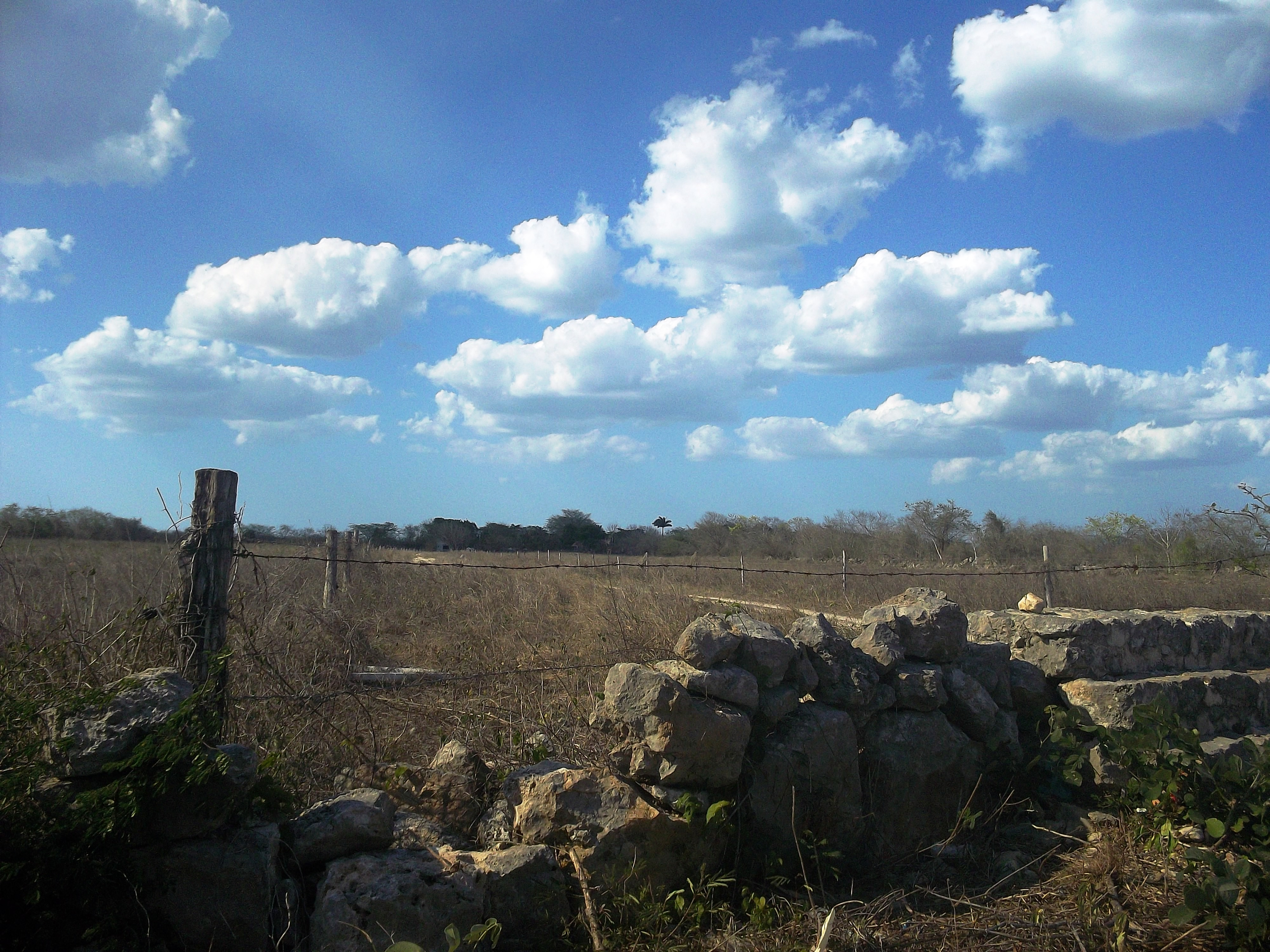
San Juan de las Flores, Yucatán.

Yaxkukul es uno de los 106 municipios que constituyen el estado mexicano de Yucatán. Se encuentra localizado al norte del estado. Cuenta con una extensión territorial de 43,43 km². Según el II Conteo de Población y Vivienda de 2005, el municipio tiene 2.371 habitantes, de los cuales 1.223 son hombres y 1.148 son mujeres.

## Toponimia
El nombre de Yaxkukul significa en lengua maya lugar donde se adora a dios, ya que proviene de los vocablos Yax, primero; kú, dios y kul, contracción de kuul, que quiere decir venerar, adorar. Sin embargo, no es certero.

## Descripción geográfica

### Ubicación
Yaxkukul se localiza al norte del estado entre las coordenadas geográficas 21° 2′ y 21° 6′ de latitud norte, y 89° 22′ y 89° 25′ de longitud oeste; a una altitud promedio de 10 metros sobre el nivel del mar.
El municipio colinda al norte con Baca y Mococha, al sur con Tixkokob y Tixpehual, al este con Muxupip y al oeste con Conkal.

### Orografía e hidrografía
En general posee una orografía plana, clasificada como llanura de barrera; sus suelos son generalmente rocosos o cementados. El municipio pertenece a la región hidrológica Yucatán Norte. Sus recursos hidrológicos son proporcionados principalmente por corrientes subterráneas; las cuales son muy comunes en el estado.

### Clima
Su principal clima es el cálido semiseco; con lluvias en verano y sin cambio térmico invernal bien definido. La temperatura media anual es de 26.3°C, la máxima se registra en el mes de mayo y la mínima se registra en enero. El régimen de lluvias se registra entre los meses de mayo y julio, contando con una precipitación media de 51 milímetros.

## Cultura

### Fiestas
Fiestas civiles
- Aniversario de la Independencia de México: 16 de septiembre.
- Aniversario de la Revolución mexicana: El 20 de noviembre.

Fiestas religiosas
- Semana Santa: Jueves y Viernes Santo.
- Día de la Santa Cruz: 3 de mayo.
- Fiesta en honor de la Virgen de Guadalupe: 12 de diciembre.
- Día de Muertos: 2 de noviembre.

## Gobierno
Su forma de gobierno es democrática y depende del gobierno estatal y federal; se realizan elecciones cada 3 años, en donde se elige al presidente municipal y su gabinete.
El municipio cuenta con 14 localidades, las cuales dependen directamente de la cabecera del municipio, las más importantes son:  Yaxkukul (cabecera municipal) y San Francisco.